# Brasil na Primeira Guerra Mundial

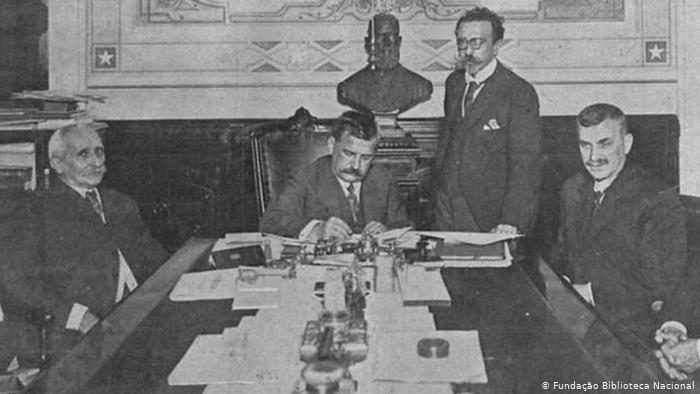
O presidente da República Venceslau Brás declara guerra contra o Império Alemão e seus aliados. Ao seu lado, o ex-presidente da República e ministro interino das Relações Exteriores, Nilo Peçanha, e o presidente de Minas Gerais e futuro presidente da República, Delfim Moreira.

O Brasil na Primeira Guerra Mundial (1914-1918) tinha uma posição neutra respaldada pela Convenção de Haia, buscando não restringir os seus produtos exportados na época, principalmente o café. A Alemanha era, na época, o principal parceiro comercial do Brasil, sendo seguida pela Inglaterra e pela França. Após o afundamento de navios mercantes brasileiros por submarinos da Marinha Imperial Alemã, o Brasil declarou guerra à Alemanha em 26 de outubro de 1917, juntando-se aos Aliados. Havia sentimento antigermânico popular, mas também oposição à entrada na guerra. O Brasil foi o único país latino-americano a participar ativamente da guerra, enviando a Divisão Naval em Operações de Guerra para a campanha no Oceano Atlântico, além de uma missão médica, aviadores e um corpo de oficiais e sargentos. Internamente, a guerra permitiu a introdução em 1916 do serviço militar obrigatório com base na Lei do Sorteio.

## Histórico

### Fase inicial

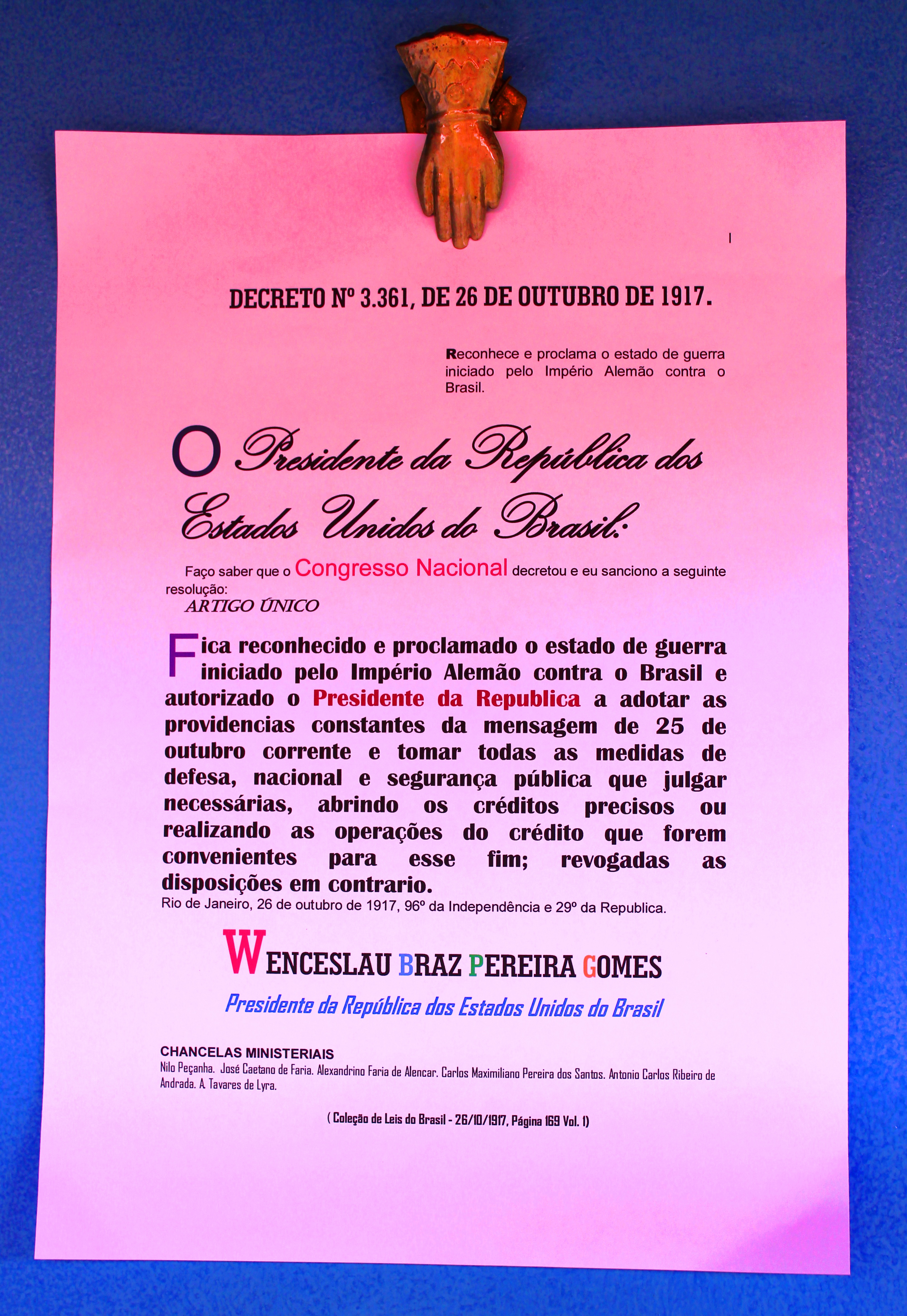
Imagem de réplica, em português atual, do decreto Nº 3.361, de 26 de outubro de 1917, sancionado pelo presidente Venceslau Brás, em que o Congresso Nacional aprova a declaração de guerra contra o Império Alemão

O Brasil declarou a sua neutralidade em 4 de agosto de 1914. Desta forma, somente um navio brasileiro, o Rio Branco, foi afundado por um submarino alemão nos primeiros anos da guerra em 1916. Tal fato foi usado pela Inglaterra para despertar o sentimento antigermânico no Brasil. O governo brasileiro pediu explicações à delegação alemã. Uma investigação posterior averiguou que na verdade o Rio Branco fora vendido para a Noruega e arrendado por armadores ingleses. O navio viajava indevidamente com a bandeira brasileira por águas restritas. A maioria da tripulação era composta por noruegueses. Assim, apesar da comoção nacional que o fato gerou, não poderia ser considerado como um ataque ilegal dos alemães.
No início da guerra, apesar de neutro, o Brasil enfrentava uma situação social e econômica complicada. A sua economia era basicamente fundamentada na exportação de apenas um produto agrícola, o café. Como este não era essencial, suas exportações (e as rendas alfandegárias, a principal fonte de recursos do governo) diminuíram com o conflito. Isto se acentuou mais com o bloqueio alemão e, depois, com a proibição à importação de café feita pela Inglaterra em 1917, que passou a considerar o espaço de carga nos navios necessário para produtos mais vitais, haja vista as grandes perdas causadas pelos afundamentos de navios mercantes pelos alemães. As relações entre Brasil e o Império Alemão, outrora extremamente cordiais, foram abaladas pela decisão alemã de autorizar seus submarinos a afundar qualquer navio que entrasse nas zonas de bloqueio. No dia 5 de abril de 1917 o vapor brasileiro Paraná, um dos maiores navios da marinha mercante (4 466 toneladas), carregado de café, navegando de acordo com as exigências feitas a países neutros, foi atacado por um submarino alemão a milhas do cabo Barfleur, na França, e três brasileiros foram mortos.

### Manifestações populares
Havia no Brasil um grande interesse pelo que acontecia na Europa, a julgar pela grande cobertura feita pela mídia na época. Entre a população, mesmo o Brasil sendo um país neutro, existia uma grande simpatia pela Entente, principalmente pela França. Quando a Alemanha invadiu a Bélgica, em 8 de agosto de 1914, a Câmara dos Deputados aprovou uma condenação - movida por Irineu Machado - de violação dos tratados internacionais pela Alemanha. Em 7 de março de 1915, os Aliados fundariam a Liga Brasileira, sob a presidência de Ruy Barbosa. A Liga foi usada para difundir os ideais da Entente em solo brasileiro.
Quando a notícia do afundamento do vapor Paraná chegou ao Brasil poucos dias depois, eclodiram diversas manifestações populares nas capitais. O ministro de relações exteriores, Lauro Müller, de origem alemã e favorável à neutralidade na guerra, foi obrigado a renunciar. Em Porto Alegre, passeatas foram organizadas com milhares de pessoas. Inicialmente pacíficas, as manifestações passaram a atacar estabelecimentos comerciais de propriedades de alemães ou descendentes - o Hotel Schmidt, a Sociedade Germânia, o clube Turnebund e o jornal Deutsche Zeitung foram invadidos, pilhados e queimados.
Em 1 de novembro uma multidão danificou casas, clubes e fábricas em Petrópolis, entre eles o restaurante Brahma (completamente destruído), a Gesellschaft Germania, a escola alemã, a empresa Arp, o Diário Alemão, entre outros. Ao mesmo tempo, em outras capitais houve pequenos distúrbios. Novos episódios com violência só ocorreriam quando da declaração de guerra do Brasil à Alemanha em outubro. Por outro lado, sindicalistas, pacifistas, anarquistas e comunistas se colocavam contra a guerra e acusavam o governo de estar desviando a atenção dos problemas internos, entrando em choque por vezes com os grupos nacionalistas favoráveis a entrada do país no conflito. À greve geral de 1917, seguiu-se acentuada de uma violenta repressão, usando a "Declaração de Guerra" em outubro do mesmo ano para declarar estado de sítio e perseguir opositores, o que provocou por exemplo uma tentativa de insurreição anarquista em 1918.

### Ataques contra navios brasileiros
No dia 5 de abril de 1917 o vapor Paraná foi torpedeado perto de Le Havre, com 60 000 toneladas de café e 3 brasileiros morreram. O acidente criou uma comoção nacional. No entanto, propriedades alemãs ou de descendentes de alemães foram vandalizadas em Porto Alegre e Blumenau. O ministro de relações exteriores Lauro Müller foi forçado à resignar, devido ao "perigo alemão" e os discursos inflamados de Ruy Barbosa. No dia 11 de abril de 1917 o Brasil rompeu relações diplomáticas com a coligação formada entre a Alemanha e a Áustria-Hungria, e, em 20 de maio, o navio Tijuca foi torpedeado perto da costa francesa por submarino alemão. Nos meses seguintes, o governo brasileiro confiscou 42 navios alemães que estavam em portos brasileiros, como uma indenização de guerra, essa quantia considerável de navios passou a corresponder a um quarto da frota brasileira. No dia 26 de maio de 1917, o vapor brasileiro Lapa foi atingido por três tiros do canhão de um submarino alemão.
Na noite do dia 25 de agosto, na travessia de Freetown para Dacar, a divisão sofreu um ataque torpédico feito por submarino alemão, mas sem causar vítimas ou danos nos navios. Felizmente, os torpedos passaram sem causar danos entre os navios brasileiros, que lançaram um contra-ataque usando cargas de profundidade, tendo a marinha real britânica creditado aos brasileiros o afundamento de um submarino inimigo.
Em 18 de outubro de 1917, um outro navio mercante, Macau, foi torpedeado por submarino alemão U-93. No dia 23 de outubro de 1917 o cargueiro nacional Macau, um dos navios arrestados, foi torpedeado pelo submarino alemão U-93, perto da costa da Espanha, e seu comandante feito prisioneiro. Com a pressão popular contra a Alemanha, no dia 26 de outubro de 1917, o país declarou guerra à aliança germânica. Em 2 de novembro de 1917, os navios Acari e Guaíba foram torpedeados no porto  da ilha de São Vicente, em Cabo Verde, por um submarino alemão, o U-151.

### Apoio aos aliados
A abertura dos portos brasileiros a unidades aliadas e a responsabilidade pelo patrulhamento do Atlântico Sul pela esquadra brasileira foram as primeiras ações em apoio ao esforço de guerra aliado. A Divisão Naval em Operações de Guerra, comandada pelo contra-almirante Pedro Max Fernando Frontin, incorporou-se à esquadra britânica em Gibraltar e realizou o primeiro esforço naval brasileiro em águas internacionais. Em cumprimento aos compromissos assumidos com a Conferência Interaliada, reunida em Paris de 20 de novembro a 3 de dezembro de 1917, o Governo brasileiro enviou uma missão médica composta de cirurgiões civis e militares, para atuar em hospitais de campanha do teatro de operações europeu, um contingente de sargentos e oficiais para servirem junto ao exército francês; aviadores do Exército e da Marinha para se juntarem à Força Aérea Real, e o emprego de parte da Esquadra, fundamentalmente na guerra antissubmarina.

#### Plano Calógeras
Em 1918 ficou pronto um estudo confidencial encomendado pelo candidato presidencial eleito naquele ano, Rodrigues Alves. Este estudo, coordenado pelo parlamentar especialista em política externa e assuntos militares João Pandiá Calógeras, no tocante à entrada do Brasil no conflito, recomendava o envio de uma força expedicionária de "considerável tamanho" para lutar na guerra, utilizando-se de todos os meios (incluindo os navios das potências inimigas já apreendidos em portos e águas brasileiras) para fazer desembarcar a tropa em solo francês onde esta seria treinada e equipada pelos franceses, tudo financiado com empréstimos bancários americanos, que por sua vez seriam quitados pelas compensações impostas às potências derrotadas após a guerra.
Este Plano (que só foi tornado público após a morte de seu elaborador) que continha propostas em relação a várias áreas governamentais, no que se referia à participação do país no conflito independia da falta da infraestrutura industrial-militar que caracterizava o Brasil à época, porém, devido aos rumos tomados pelos acontecimentos internos e externos àquele ano, somados as circunstâncias específicas da política brasileira de então, incluindo a oposição de parte da população à guerra, assim como a falta de uma política externa clara, impossibilitaram que o mesmo fosse levado adiante, impedindo assim que o país tivesse maior participação no conflito.

#### Participação do Exército
Com o término do conflito ao final de 1918 e o consequente arquivamento do Plano Calógeras, no tocante ao envolvimento militar do País na guerra, a participação brasileira nas operações terrestres se resumiu ao envio de um corpo de sargentos e oficiais do Exército Brasileiro numa missão preparatória que havia sido enviada em meados daquele ano sob o comando do General Napoleão Felipe Aché para, operando junto ao exército francês, se inteirar das modernas técnicas de organização e combate empregadas no front ocidental.
Um terço dos oficiais enviados foi promovido por atos de bravura em ação, dentre eles estavam, o então tenente José Pessoa Cavalcanti de Albuquerque, que ao longo da carreira se firmaria como importante ideólogo e reformador do exército brasileiro e o major Tertuliano Potyguara, este último figura controversa e de destaque na campanha do Contestado, foi ferido na última Batalha do Canal de Saint Quentin durante a Ofensiva Meuse-Argonne. Muitos jovens oficiais queriam lutar, mas não puderam; suas frustrações reprimidas podem ter contribuído ao tenentismo na década seguinte.

#### Missão médica militar

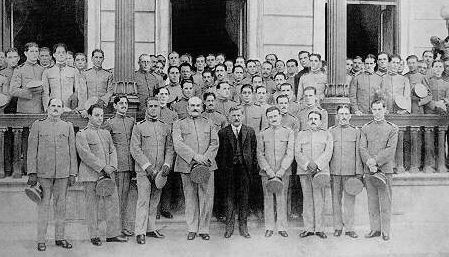
Missão médica militar

Em 18 de agosto de 1918, a Missão Médica, chefiada pelo Dr. Nabuco Gouveia e também subordinada ao General Napoleão Aché, foi a última a partir, com 86 médicos. Em 24 de setembro de 1918, a Missão Médica brasileira chegou à terra francesa pelo porto de Marselha, depois de uma viagem acidentada. Uma outra missão já havia sido enviada ao teatro de guerra europeu com a finalidade de instalar um hospital. Integravam a missão 92 médicos, sendo dez militares e os demais mobilizados e convocados nos respectivos postos privativos de oficiais. Além dos médicos, integravam a missão acadêmicos, farmacêuticos, pessoal de apoio administrativo e um pelotão de segurança. A contribuição da missão médica brasileira materializou-se no apoio dado à população francesa contra a epidemia de gripe espanhola que assolava também aquele país, o que garantiu a continuidade do apoio logístico às tropas da frente de combate. A Missão Médica utilizou um convento jesuíta na rue Vaugirard aonde foi instalado o hospital brasileiro que recebeu principalmente soldados franceses. A unidade foi extinta em fevereiro de 1919.

#### Repercussões no Exército
Durante a guerra, o Brasil enfrentou internamente a campanha no Contestado e as conspirações da “revolta dos sargentos” de 1915. Ainda assim, as atenções estavam na Europa. Os oficiais do Exército Brasileiro acompanharam atentamente “os dois exércitos-modelos, o alemão e o francês, testarem homens, equipamentos, organização, estratégias e táticas, um contra o outro”. A arte da guerra foi revolucionada na Frente Ocidental, e, embora suas condições não se aplicassem totalmente ao Brasil, com suas grandes distâncias, más comunicações e efetivos pequenos, após a guerra as táticas brasileiras foram alteradas para se adequar à nova realidade bélica. A deficiência do país nas indústrias bélica e de base ficaram óbvias quando um carregamento de armas encomendado na Alemanha às vésperas da guerra foi impedido de chegar pelo bloqueio britânico.
O general José Caetano de Faria, ministro da Guerra em 1914–1918, e o Estado-Maior do Exército aproveitaram a desculpa da guerra para corrigir as falhas estruturais e aumentar o tamanho do Exército. Ele solucionou o principal problema militar de meados da década, a implementação do serviço militar obrigatório pela Lei do Sorteio, aprovada em 1908 mas ainda não posta em prática. A campanha em favor do sorteio militar, tendo à frente o poeta Olavo Bilac, teve sucesso devido à sensação de insegurança criada pela guerra. O debate doutrinário entre oficiais inspirados nos exércitos alemão e francês prosseguia desde antes da guerra. Discutia-se uma missão militar estrangeira e qual país seria escolhido. Os Jovens Turcos, que militavam pela reforma do Exército, haviam estagiado na Alemanha imperial. Na revista A Defesa Nacional, por eles fundada, o sentimento germanófilo predominava. Entretanto, após a guerra o Brasil contratou uma Missão Militar Francesa. As lições da Primeira Guerra influenciaram a decisão brasileira de participar ativamente na Segunda.

#### Participação da Marinha

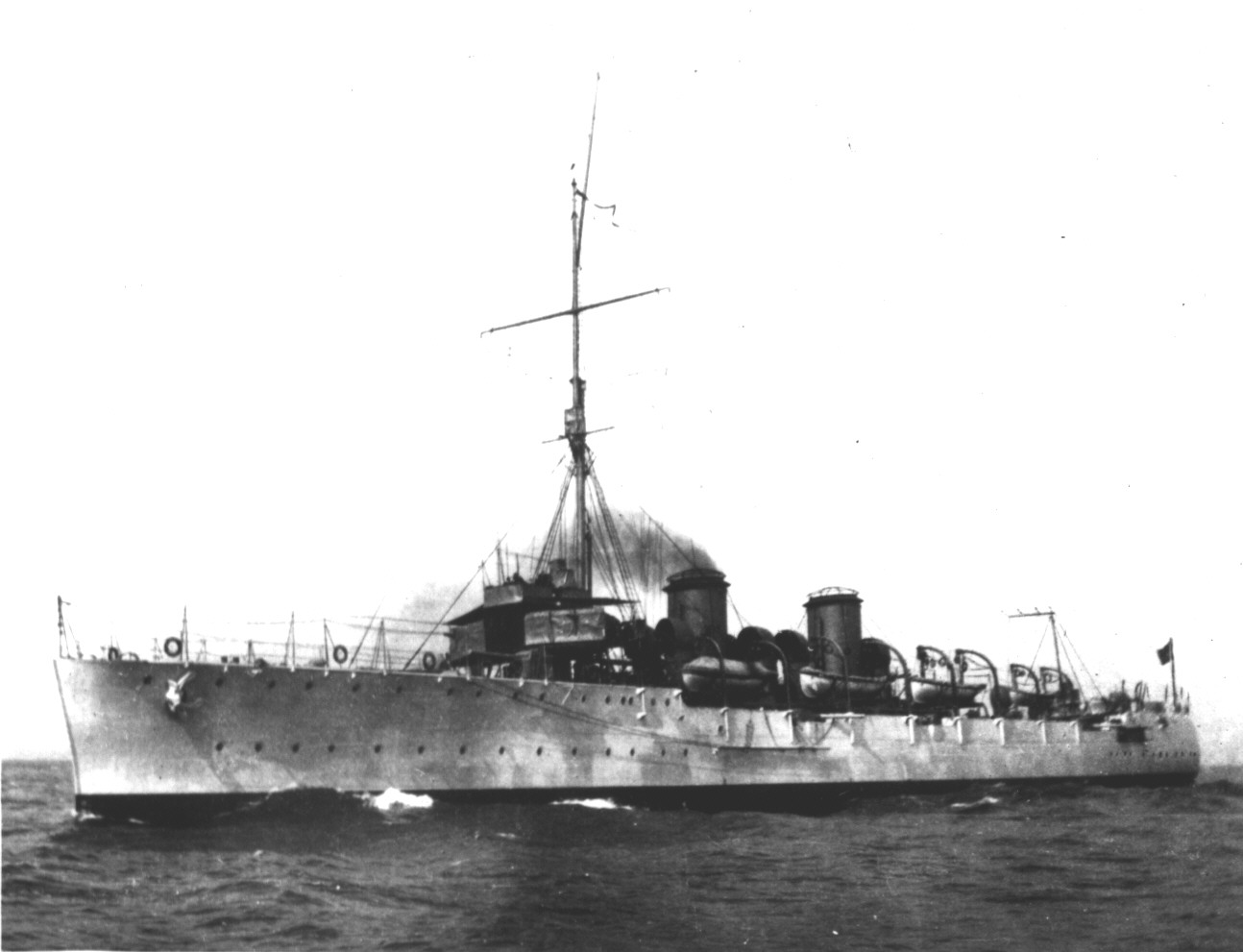
Cruzador Bahia

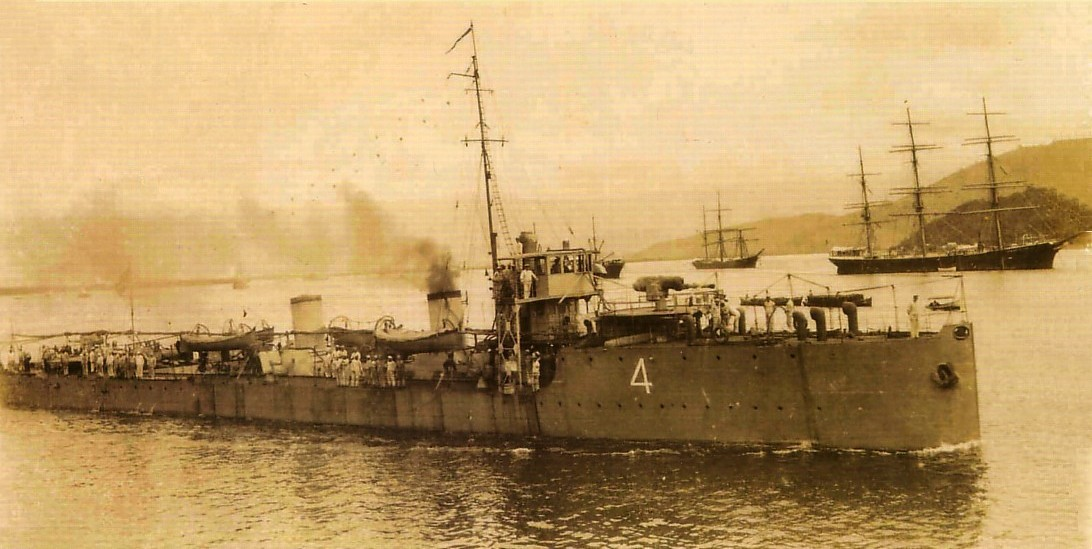
Contratorpedeiro Pará.

Coube a marinha a maior, embora modesta, contribuição militar brasileira no conflito. Para cumprir as atribuições da Marinha, o Ministro, Almirante Alexandrino Faria de Alencar, determinou a organização de uma força-tarefa que permitisse a efetiva participação da Marinha brasileira na Primeira Guerra Mundial. Logo, pelo Aviso Ministerial nº 501, de 30 de janeiro de 1918, foi constituída a Divisão Naval em Operações de Guerra (DNOG), composta de unidades retiradas das divisões que formavam a Esquadra brasileira. Passaram a compor a DNOG os cruzadores Rio Grande do Sul e Bahia, os contratorpedeiros Piauí, Rio Grande do Norte, Paraíba e Santa Catarina, o Tender Belmonte e o rebocador Laurindo Pitta.
A Esquadra naval brasileira foi inicialmente incumbida de patrulhar a área compreendida pelo triângulo marítimo na costa noroeste africana, cujos vértices eram a cidade de Dacar, o arquipélago de  São Vicente (Cabo Verde), e Gibraltar na entrada do Mediterrâneo. Ficaria sob as ordens do Almirantado britânico, representado pelo Almirante Hischcot Grant. Para comandá-la, foi designado um dos oficiais de maior prestígio na época, o Contra-Almirante Pedro Max Fernando Frontin, nomeado em 30 de janeiro de 1918. A guerra no mar, para o Brasil, teve início no dia 1 de agosto, quando da partida da DNOG do porto do Rio de Janeiro. No dia 3 de agosto de 1918, o navio brasileiro Maceió foi torpedeado pelo submarino alemão U-43. Em 9 de agosto de 1918, atingiu Freetown, permanecendo 14 dias neste ponto, quando então os homens começaram a adoecer com o vírus da gripe espanhola.
Na noite do dia 25 de agosto, na travessia de Freetown para Dacar, a divisão sofreu um ataque torpédico feito por submarino alemão, mas sem causar vítimas ou danos nos navios. Felizmente, os torpedos passaram sem causar danos entre os navios brasileiros, que lançaram um contra-ataque usando cargas de profundidade, tendo a marinha real britânica creditado aos brasileiros o afundamento de um submarino inimigo. Posteriormente, já fundeada no porto de Dacar, a tripulação da divisão foi vítima da epidemia conhecida na época como a gripe espanhola, que tirou a vida de mais de uma centena de marinheiros e imobilizou a Força por dois meses naquele porto.

Entre o comando naval aliado houve intenso debate sobre como as forças da frota brasileira deveriam ser utilizadas: 
"Os italianos queriam-los no Mediterrâneo, já os americanos preferiam que trabalhassem em estreita colaboração com suas próprias forças no Atlântico Norte, enquanto os franceses queriam mantê-los na proteção do tráfego marítimo comercial ao longo da costa ocidental norte-africana entre Dakar e Gibraltar." 
Esta hesitação do comando aliado, combinada com o atraso ao longo de 1918 para se lançar a esquadra ao mar devido à problemas operacionais, além da epidemia que atingiu a tripulação no final de agosto, fez com que a frota fosse designada ao mediterrâneo somente no início de novembro de 1918, apenas para ver dias depois, o armistício com a Alemanha ser assinado, pondo fim na guerra.

#### Batalha das Toninhas
A batalha das toninhas, foi um evento desastroso para marinha do Brasil, durante uma patrulha do cruzador Bahia, o Almirante Pedro Max Fernando Frontin avistou supostos "periscópios" no qual, a marinha brasileira já apreensiva com a presença dos submarinos alemães na área, atacou os supostos "periscópios". Porem após o ataque do cruzador Bahia aos supostos periscópios, foi descoberto que não se tratava de periscópios e muito menos submarinos, e sim se tratava de um cardume de toninhas. Ao navio brasileiro não houve nenhum dano estrutural, porém diversas toninhas morreram com o barulho e com o impacto dos projeteis do cruzador brasileiro.

## Pós-guerra

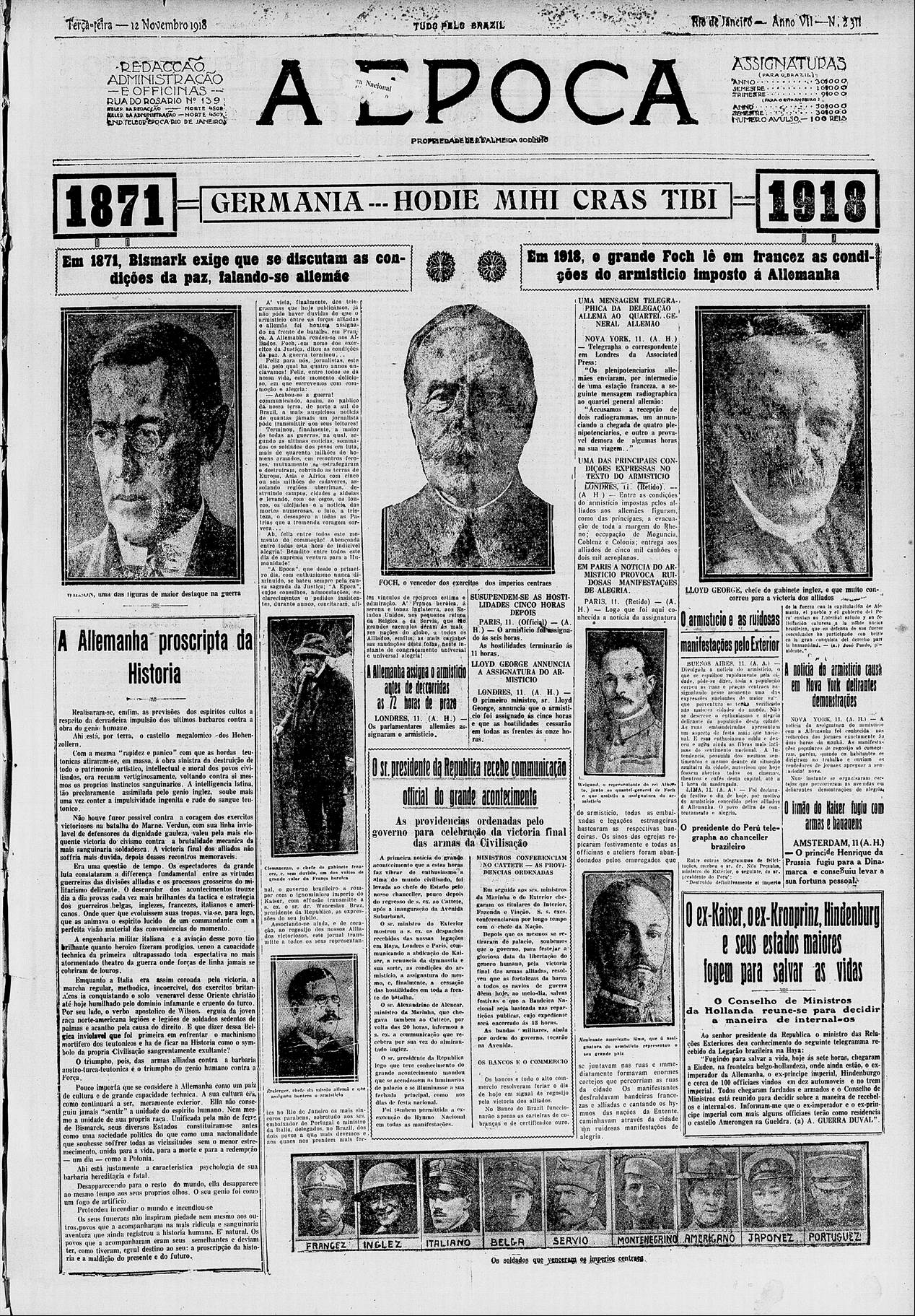
Revista brasileira A Época destacando o fim da guerra com a assinatura do Armistício de Compiègne em 12 de novembro de 1918.

Em 11 de novembro de 1918, foi assinado o armistício, tão ansiosamente esperado pelos europeus cujos países foram devastados pelo conflito. O Brasil deu sua módica parcela de contribuição e graças à isso conseguiu assento na Conferência de Paz de Paris, que deu origem ao Tratado de Versalhes, obtendo assim sua parte no botim de guerra conseguindo da Alemanha o pagamento com juros do café perdido com os navios naufragados, mais 70 navios dos Impérios Centrais (a maioria alemã) que haviam sido apreendidos em águas brasileiras quando da declaração de guerra e que foram incorporados à frota brasileira a preços simbólicos.

### Acordo de paz
Terminada a guerra o Brasil participou da Conferência de Versalhes, com uma comitiva chefiada pelo futuro presidente Epitácio Pessoa. Esta comitiva conseguiu incluir no acordo de paz a indenização de sacas de café apreendidas em portos alemães quando da declaração da Guerra e a venda dos navios alemães apreçados. O Brasil também foi um dos fundadores da Liga das Nações. Após voltar ao Brasil, a Divisão Naval em Operações de Guerra foi dissolvida em 25 de junho de 1919, cumprindo, integralmente, a missão que lhe fora confiada.
Do ponto de vista econômico, se em um primeiro momento as exportações caíram bruscamente, gerando crise numa economia dependente do café, com o prolongamento do conflito o Brasil passou a ter boas oportunidades comerciais. O aumento da demanda internacional por gêneros alimentícios e matérias-primas forçou o país a mudar sua estrutura econômica basicamente agrícola. É nessa época que o Brasil conhece um surto industrial inédito em sua história, valendo-se também da mão de obra imigrante, composta sobretudo por europeus que fugiam da fome e, depois, da guerra. O número de fábricas quadruplicou nos anos da guerra, dobrando o número de operários. A indústria brasileira conquistou o mercado interno e fez diminuir o número de itens importados, modificando parcialmente a face socioeconômica do país.